# Southside (Dublin)
Die Southside (irisch Deisceart Bhaile Átha Cliath oder An Taobh Ó Dheas) ist der südlich der Liffey gelegene Teil der irischen Hauptstadt Dublin. Es handelt sich um eine inoffizielle Bezeichnung, die wie die Northside verwendet wird. Aus dem historischen Hintergrund heraus wird die Southside als die wohlhabendere und privilegierte Wohngegend Dublins bezeichnet. Allerdings gibt es dazu mehrere Ausnahmen. Malahide gilt als die wohl wohlhabendste Gegend ganz Irlands, liegt aber in der Northside. Andere Gegenden wie Jobstown und Sallynoggin, die eher als unterprivilegiert gelten, befinden sich in der Southside.

## Gegenden der Southside
Die Southside umfasst das Stadtzentrum Dublins südlich des Liffey mit Grafton Street und den umgebenden Straßen und die zentrumsnahen Gebiete wie The Liberties, The Coombe und Temple Bar.
Außerhalb der Innenstadt erstreckt sich die Southside über:
| - Adamstown - Ballinteer - Ballsbridge - Ballyboden - Ballybrack - Ballyfermot - Ballymount - Ballyroan - Belfield - Blackrock - Booterstown - Cabinteely - Cherrywood | - Churchtown - Citywest - Clondalkin - Clonskeagh - Cornelscourt - Crumlin - Dalkey - Deansgrange - Dolphin’s Barn - Donnybrook - Drimnagh - Dundrum - Dún Laoghaire - Edmondstown | - Firhouse - Foxrock - Glasthule - Glenageary - Glencullen - Goatstown - Greenhills - Harold’s Cross - Inchicore - Irishtown - Jobstown - Killiney - Kilmacud - Kilmainham | - Kilternan - Kimmage - Knocklyon - Leopardstown - Loughlinstown - Lucan - Milltown - Monkstown - Mount Merrion - Newcastle - Park West - Palmerstown - Ranelagh - Rathcoole | - Rathfarnham - Rathgar - Rathmichael - Rathmines - Rialto - Ringsend - Rockbrook - Saggart - Sallynoggin - Sandycove - Sandyford - Sandymount - Shankill | - Stepaside - Stillorgan - Tallaght - Templeogue - Terenure - Walkinstown - Whitechurch - Windy Arbour |

## Postleitzahlen
Historisch gesehen beginnen die Postleitzahlen in der Southside mit geraden Nummern, während die Gegenden der Northside mit ungeraden Zahlen gekennzeichnet werden. Lediglich Phoenix Park (D08) gehört zur Northside. 
Die äußeren Bereiche der Southside gehören zum County Dún Laoghaire-Rathdown und haben Postleitzahlen beginnend mit „A“. Da das A auch für Orte im County Fingal und im County Wicklow vergeben wurde, fehlt hier die Unterscheidungskraft.